# Charles Philibert-Thiboutot
Charles Philibert-Thiboutot (31 dicembre 1990) è un mezzofondista canadese.

## Palmarès
| Anno | Manifestazione      | Sede              | Evento       | Risultato  | Prestazione | Note |
| ---- | ------------------- | ----------------- | ------------ | ---------- | ----------- | ---- |
| 2015 | Giochi panamericani | Toronto           | 1500 m piani | Bronzo     | 3'41"79     |      |
| 2015 | Mondiali            | Pechino           | 1500 m piani | Semifinale | 3'39"62     |      |
| 2016 | Giochi olimpici     | Rio de Janeiro    | 1500 m piani | Semifinale | 3'40"79     |      |
| 2018 | Campionati NACAC    | Toronto           | 1500 m piani | Bronzo     | 3'52"60     |      |
| 2022 | Mondiali            | Eugene            | 1500 m piani | Semifinale | 3'37"29     |      |
| 2022 | Mondiali            | Eugene            | 5000 m piani | Batteria   | 13'38"80    |      |
| 2022 | Campionati NACAC    | Freeport          | 1500 m piani | Bronzo     | 3'37"91     |      |
| 2023 | Mondiali            | Budapest          | 1500 m piani | Semifinale | 3'37"41     |      |
| 2023 | Giochi panamericani | Santiago del Cile | 1500 m piani | Oro        | 3'39"74     |      |
| 2023 | Giochi panamericani | Santiago del Cile | 5000 m piani | Argento    | 14'48"02    |      |
| 2024 | Mondiali indoor     | Glasgow           | 1500 m piani | Batteria   | 3'40"18     |      |
| 2024 | Giochi olimpici     | Parigi            | 1500 m piani | Semifinale | 3'33"29     |      |

## Campionati nazionali
2011
- 12º ai campionati canadesi, 1500 m piani - 3'56"23

2012
- 7º ai campionati canadesi, 1500 m piani - 3'51"97

2013
- 5º ai campionati canadesi, 1500 m piani - 3'52"94

2014
- Argento ai campionati canadesi, 1500 m piani - 3'42"85

2015
- Argento ai campionati canadesi, 1500 m piani - 4'06"58

2016
- Oro ai campionati canadesi, 1500 m piani - 3'55"75
- Oro ai campionati canadesi di 5 km su strada - 14'04"

2017
- Oro ai campionati canadesi, 1500 m piani - 3'45"32

2018
- Oro ai campionati canadesi, 1500 m piani - 3'46"19

2021
- Argento ai campionati canadesi di corsa campestre - 31'42"

2022
- Argento ai campionati canadesi, 10000 m piani - 28'11"81
- Oro ai campionati canadesi, 5000 m piani - 13'31"98

2023
- Argento ai campionati canadesi, 1500 m piani - 3'38"01
- 7º ai campionati canadesi di corsa campestre - 29'42"

## Altre competizioni internazionali
2015
- 8º ai Bislett Games ( Oslo), miglio - 3'54"52
- 12º all'Herculis ( Monaco), 1500 m piani - 3'34"23
- 8º al Bauhaus-Galan ( Stoccolma), 1500 m piani - 3'36"37

2016
- 11º all'Herculis ( Monaco), 1500 m piani - 3'34"24
- 11º al Golden Gala ( Roma), 1500 m piani - 3'36"00
- 4º ai Bislett Games ( Oslo), 1500 m piani - 3'38"96

2021
- Bronzo al Prefontaine Classic ( Eugene), miglio - 3'55"48

2022
- 9º al Prefontaine Classic ( Eugene), miglio - 3'53"82

2023
- 8º al Memorial Van Damme ( Bruxelles), 2000 m piani - 4'51"54